# Crematogaster montenigrinus
Crematogaster montenigrinus được Karaman, M. phát hiện và mô tả vào năm 2008.